# Scomodi omicidi
Scomodi omicidi (Mulholland Falls) è un film del 1996 diretto da Lee Tamahori.

## Trama
Los Angeles, anni quaranta-cinquanta, una squadra di agenti di polizia, appartenente al Los Angeles Police Department, specializzata nell'infrangere le regole senza andar troppo per il sottile e capitanata dal detective Hoover, indaga sulla tragica morte di una prostituta. Le indagini conducono ad un generale, presidente dell'Atomic Energy Commission, che, per ragioni legate alla sicurezza nazionale, cercherà di insabbiare l'indagine.

## Produzione e distribuzione
Girato in California, nelle località di Los Angeles e Malibù. Gli esterni a Desert Hot Springs. Alcune scene sono state girate nello Utah. This isn't America, this is Los Angeles è la tagline del film per il lancio americano.
Nella prima uscita (26 aprile 1996) il film non incassò molto: 4.306.221 $ su 1.625 schermi USA. Incassò in totale 11.504.190 $, rimanendo in circolazione per 7 settimane nel mercato statunitense.

## Accoglienza
Melanie Griffith si aggiudicò il Razzie Award alla peggior attrice non protagonista dell'anno.